# Presidio, Ixhuatlán del Café
Presidio är en ort i Mexiko.   Den ligger i kommunen Ixhuatlán del Café och delstaten Veracruz, i den sydöstra delen av landet, 230 km öster om huvudstaden Mexico City. Presidio ligger 1 330 meter över havet och antalet invånare är 2 075.
Terrängen runt Presidio är kuperad, och sluttar österut. Runt Presidio är det tätbefolkat, med 276 invånare per kvadratkilometer. Närmaste större samhälle är Heroica Coscomatepec de Bravo, 7,9 km väster om Presidio. I omgivningarna runt Presidio växer i huvudsak städsegrön lövskog.